# Tour Notre-Dame-du-Val
La tour Notre-Dame-du-Val est une tour située à Provins, en France.

## Localisation
La tour est située dans la ville-basse de Provins, en Seine-et-Marne, au débouché de la rue Notre-Dame sur la rue Vieille-Notre-Dame.

## Historique
La tour est le seul vestige subsistant de la collégiale Notre-Dame-du-Val, détruite pendant la Révolution française. Ses cloches proviennent de l'église Saint-Ayoul.
La tour est classée au titre des monuments historiques en 1905 ; les façades et toitures de l'immeuble contigu le sont en 1937.